# Sarissa de Vries
Sarissa de Vries (17 de febrero de 1989) es una deportista neerlandesa que compite en triatlón.
Ganó dos medallas en el Campeonato Mundial de Triatlón de Larga Distancia, oro en 2021 y bronce en 2022, y dos medallas en el Campeonato Europeo de Triatlón de Larga Distancia, plata en 2017 y bronce en 2019.

## Palmarés internacional
| Campeonato Mundial | Campeonato Mundial    | Campeonato Mundial | Campeonato Mundial |
| Año                | Lugar                 | Medalla            | Prueba             |
| ------------------ | --------------------- | ------------------ | ------------------ |
| 2021               | Almere (Países Bajos) | Medalla de oro     | Individual         |
| 2022               | Šamorín (Eslovaquia)  | Medalla de bronce  | Individual         |
| Campeonato Europeo |                       |                    |                    |
| Año                | Lugar                 | Medalla            | Prueba             |
| 2017               | Almere (Países Bajos) | Medalla de plata   | Individual         |
| 2019               | Almere (Países Bajos) | Medalla de bronce  | Individual         |